# Omphaloscelis rubra
Omphaloscelis rubra là một loài bướm đêm trong họ Noctuidae.